# Mira Telecom
Mira Telecom este o companie specializată în servicii integrate în telecomunicații și securitate din România, înființată în octombrie 1998.
Compania este condusă de Dragoș Băsmăluță și a avut o cifră de afaceri de peste 15 milioane euro în anul 2008.
Prima activitate a companiei a fost distribuția, instalarea și întreținerea echipamentelor de radiocomunicații VHF, UHF și HF.
În anul 2000, Mira Telecom a investit în dezvoltarea departamentului de proiectare, construcție, instalare și mentenanță a rețelelor de telefonie mobilă, departament care în anul 2007 număra 70 de angajați.
În 2001 a început activitatea în domeniul securității și protecției antiteroriste, precum și soluții de securitate perimetrală și de interior, sisteme de alarmare publică, soluții de detectare a drogurilor, a explozibililor, a substanțelor radioactive, a gazelor toxice, a agenților biologici, precum și o varietate de echipamente de telecomunicații dedicate activității cu specific militar.
Din anul 2002 Mira Telecom distribuie accesorii și materiale folosite la instalarea echipamentelor din rețelele de telefonie mobilă, cum ar fi cabluri de radiofrecvență, conectori, antene sau kit-uri de împământare.
În anul 2004 a fost creat un departament de cercetare-dezvoltare, care a finalizat ca prim proiect un Sistem de alarmare publică, echipament folosit pentru avertizarea populației în caz de dezastre și calamități naturale.

## Istoric
Ceea ce reprezintă astăzi Mira Telecom este urmarea a 12 ani  de eforturi susținute, provocări și riscuri asumate. Evoluția este evidentă din punct de vedere al consolidării poziției pe piața, Mira Telecom fiind astăzi unul dintre jucătorii de top în domeniul integrării sistemelor și rețelelor în proiecte de securitate, IT și comunicații mobile.
Mira Telecom a prins contur în octombrie 1998, stabilindu-și ca obiectiv oferirea celor mai bune servicii și produse în domeniul telecomunicațiilor. Evoluția companiei a urmărit constant cerințele pieței fiind în strânsă legătură cu creșterea continuă a exigențelor pentru servicii de înaltă calitate. Compania oferă astăzi servicii care presupun soluții complete de securitate și rețelistică voce și date, dublate de un serviciu de suport eficient și operativ orientat către satisfacerea completă a nevoilor clienților.
Prima activitate a companiei a fost distribuția, instalarea și mentenanța echipamentelor de radiocomunicații VHF, UHF și HF. Însă grija permanentă față de clienți și cerințele pieței au dus la dezvoltarea portofoliului, serviciile și produsele firmei diversificându-se permanent.
Începând cu anul 2000, Mira Telecom a abordat domeniul telecomunicațiilor realizând infrastructura pentru marii operatori de telefonie mobilă prin servicii de instalare, commissioning și mentenanță. S-a dezvoltat, astfel, departamentul de proiectare, construcție, instalare și mentenanță a rețelelor de telefonie mobilă. Astăzi, acest departament are personal calificat, cu certificări atât în managementul de proiect cât și tehnice, oferite de către producătorii de echipamente pentru telefonia mobilă.
Anul 2001 a însemnat implicarea companiei și în delicatul domeniu al securității și protecției antiteroriste. Mira Telecom a oferit soluții de securitate perimetrală și de interior, sisteme de alarmare publică, soluții de detectare a drogurilor, explozibililor, substanțelor radioactive, gazelor toxice, agenților biologici, precum și o mare varietate de echipamente de telecomunicații dedicate activității cu specific militar.
Din 2002 Mira Telecom își extinde serviciile oferite în domeniul telecomunicațiilor devenind furnizor de logistică, materiale și accesorii folosite la instalarea echipamentelor din rețelele de telefonie mobilă: cabluri de radiofrecvență, conectori, antene, kit-uri de împământare și altele.
Vodafone România este primul client, iar în cadrul proiectului, Mira Telecom asigură transportul, depozitarea, achiziția și distribuția materialelor.
Anul 2004 a marcat dezvoltarea portofoliului de logistică și înființarea departamentului de cercetare - dezvoltare cu scopul de a adresa oportunitățile oferite pe piața echipamentelor de securitate, sisteme profesionale de securitate și protecție antiteroristă. Primul proiect a fost un sistem de alarmare publică, folosit pentru avertizarea populației în caz de dezastre și calamități naturale.
Din 2006 Mira Telecom este pregătită sa ofere management performant pentru proiecte la cheie în domeniul securității și al telecomunicațiilor. Astăzi Mira Telecom se numără printre puținele companii care oferă servicii integrate atât în infrastructura de comunicații, cât și pe piețele tehnologiei de securitate.
Anul 2008 marchează un nou moment de diversificare a activității Mira Telecom. Compania deschide un birou de consultanță în Austria. "Am incercat să diversificăm activitatea și, datorită experienței pe care am acumulat-o în zona de business din România, dorim să convingem companiile austriece și poate chiar și cele germane din sudul Germaniei să vină să investească în România deoarece ușor-ușor mediul de business de aici se așază și devine realmente competitiv. Acesta este motivul pentru care am deschis un birou în Austria, care nu înseamnă o relocare a activității Mira Telecom", declara Stelian Ilie, Președinte Mira Telecom, la dezbaterile Comunicații Mobile, din noiembrie 2008.
Anul 2009 reprezintă un alt pas important în evoluția companiei. Procesul de trecere de la managementul antreprenorial la cel profesionist este desăvârșit prin optimizarea businessului cu ajutorul firmei de consultanță și audit KPMG. În perioada martie - decembrie 2009 consultanța de business primită de la KPMG a constat în solicitarea și implementarea a patru proiecte. Primul proiect solicitat a fost unul de analiză și optimizare a costurilor. Următoarele proiecte au avut ca obiectiv dezvoltarea unui sistem de raportare, analiza și îmbunătățirea proceselor operaționale ale firmei și dezvoltarea unui proces de bugetare eficient.
2010 este anul în care Mira Telecom a finalizat proiecte de anvergură cum ar fi: sistemul operativ de supraveghere care permite detectarea, urmărirea, recunoașterea și identificarea navelor ce desfășoară activități ilegale de trafic la Marea Neagră (SCOMAR), sistemul de supraveghere optoelectronică a traficului pe Dunăre, furnizarea de echipamente de securitate pentru aeroporturi.
În prima jumătate a anului 2011 se află în fază de implementare instalarea la nivelul pistei celui mai important aeroport românesc, a unui sistem de detectare a condițiilor meteo, furnizarea de autospeciale de cercetare Nuclear Bacteriologic Chimic și Radiologic, precum și mai multe autospeciale Centru Mobil de Comandă și Control.
În efortul de a putea oferi soluții creative, unice, care să țină cont de specificul și necesitățile reale ale partenerilor săi, Mira Telecom recunoaște rolul esențial al procesului de cercetare. În acest sens, pentru perioada 2011 – 2012 au fost alocate importante resurse financiare în vederea  construirii unui centru de cercetare propriu. Centrul va fi funcțional până la sfârșitul anului 2012. Deja acest demers începe să își arate roadele prin cooptarea Mira Telecom într-un consorțiu de companii europene ce vor dezvolta un îndrăzneț proiect de cercetare în domeniul securității.
În departamentul de cercetare lucrează 12 persoane, cărora li se adaugă colaboratori din mai multe facultăți și instituții de cercetare. "Anul acesta vom începe construirea unui centru de cercetare, investiție de aproximativ două milioane de euro, program finanțat din fonduri europene și cofinanțat de Mira Telecom. Pe lângă această sumă, bugetul alocat de noi pentru cercetare este de circa un milion de euro", a precizat pentru Săptămâna Financiară din 11 martie 2011, Stelian Ilie, Președintele Mira Telecom.

## Proiecte
Tehnologie:
- Mira Telecom, parteneră într-un proiect de 11,2 mil euro în domeniul telecomunicațiilor. Mai multe informații aici: http://www.forbes.ro/Mira-telecom-partenera-intr-un-proiect-de-112-mil-euro-in-domeniul-telecomunicatiilor_0_6268.html Arhivat în 13 octombrie 2013, la Wayback Machine.
- Compania Mira Telecom este beneficiar asociat și responsabil cu implementarea tehnică a proiectului Elsys, realizat de Ministerul Mediului și Pădurilor, și derulat prin programul european Life+. Proiectul are ca scop stabilirea unui sistem electronic pentru schimbul de date privind transportul deșeurilor. Prin înlocuirea cererilor și formularelor pe hârtie cu un sistem electronic destinat operatorilor de deșeuri precum și autorităților din România și din alte state învecinate, se va reduce considerabil presiunea administrativă și se va accelera schimbul de informații între operatorii de deșeuri și autoritățile statului. Mai multe informații aici: http://www.csrmedia.ro/mira-telecom-va-face-o-platforma-software-ce-vizeaza-transferurile-deseurilor/
-MIRA TELECOM a livrat patru autospeciale N.B.C.R. în valoare de 5 mil. lei pentru ISU. Mai multe aici: https://www.rfi.ro/articol/stiri/diverse/mira-telecom-livrat-patru-autospeciale-nbcr-valoare-5-mil-lei-isu%5Bnefuncțională+–+%5D
-MIRA TELECOM a livrat un sistem de supraveghere video urbană cu 127 de camere în Drobeta Turnu Severin: Mai multe informații aici: http://www.rfi.ro/articol/stiri/diverse/mira-telecom-livrat-un-sistem-supraveghere-video-urbana-127-camere-drobeta Arhivat în 14 noiembrie 2013, la Wayback Machine.
-Mira Telecom a deschis un centru de cercetare la Joița. Mai multe informații găsiți aici: http://www.romania-insider.com/mira-telecom-finalizes-first-stage-of-eu-funded-eur-2-mln-research-and-development-center/ si aici: http://www.incomemagazine.ro/articol_81893/mira-telecom-a-finalizat-o-investitie-de-doua-milioane-de-euro-vezi-despre-ce-este-vorba.html Arhivat în 28 august 2012, la Wayback Machine.
-MIRA TELECOM a predat înainte de termen beneficiarilor, proiectul de la Buzău -- "Creșterea siguranței și prevenirea criminalității în zona de acțiune urbană a municipiului Buzău, prin achiziționarea de echipamente specifice și amenajarea unui centru de supraveghere". Mai multe informații găsiți aici: http://www.youtube.com/watch?v=oZChfzWHoA0
-PARK(ing) Day: http://www.bucharestherald.ro/dailyevents/41-dailyevents/37141-mira-telecom-supported-environment-care-at-parking-day
-MIRA TELECOM a instalat trei sisteme radar pentru ROMATSA în București, Constanța și Arad: http://www.comunicatedepresa.ro/mira-telecom/mira-telecom-a-instalat-trei-sisteme-radar-pentru-romatsa-n-bucureti-constana-i-arad/
-Mira Telecom a fost prezentă cu unul dintre cele mai importante produse de securitate proprii la standul de la expoziția internațională dedicată sistemelor și serviciilor de securitate Romanian Security Fair: http://www.comunic.ro/article.php/Mira-Telecom-prezent%C4%83-cu-un-sistem-integrat-de-management-al-securit%C4%83%C8%9Bii-la-Romanian-Security-Fair-2012/12489/
-MIRA TELECOM dezvoltă un kit portabil pentru detectarea persoanelor blocate și îngropate sub ruine și avalanșe, în cadrul unui proiect cu finanțare europeană:
- http://www.rfi.ro/articol/stiri/diverse/mira-telecom-dezvolta-un-kit-portabil-detectarea-persoanelor-blocate-ruine Arhivat în 8 noiembrie 2013, la Wayback Machine.
- http://www.bucharestherald.ro/economics/40-economics/38105-mira-telecom-to-develop-portable-kit-for-detecting-trapped-and-buried-people-in-ruins-with-eu-financing (varianta in limba engleza)
- http://www.epochtimes-romania.com/news/proiect-realizat-de-specialisti-romani-cum-pot-fi-salvate-mai-rapid-persoanele-blocate-sub-daramaturi---176175

-MIRA TELECOM susține literatura contemporană românească la Salonul Internațional de Carte de la Paris:  http://www.rfi.ro/articol/stiri/diverse/mira-telecom-sustine-literatura-contemporana-romaneasca-salonul-international Arhivat în 25 august 2013, la Wayback Machine.
CSR:
-Concursul “MIRA TELECOM te provoacă - Câștigă în joacă!” - http://www.rfi.ro/articol/stiri/diverse/concursul-mira-telecom-te-provoaca-castiga-joaca-i-determinat-castigatori-sa Arhivat în 14 noiembrie 2013, la Wayback Machine.

## Premii
- Mira Telecom premiată pentru cel mai bun proiect de cercetare- dezvoltare, la Gala Comunicații Mobile 2012. Mai multe informații aici: http://www.romaniainternational.com/ultimele-stiri/mira-telecom-premiata-pentru-cel-mai-bun-proiect-de-cercetare-dezvoltare-la-gala-comunicatii-mobile-2012-219633%5Bnefuncțională%5D